# 制憲國民大會代表
制憲國民大會代表，係中華民國國民政府為召開制憲國民大會，於全國各地選舉出來之代表，代表中國五億多人民完成《中華民國憲法》之制定，以期國家邁入憲政時期。代表們在制憲國民大會召開完成後任務即結束。

## 概要
1928年北伐統一之後，中華民國進入訓政時期，南京國民政府一方面實行訓政一方面為憲政實行做準備。1936年五五憲草通過，國民政府預定於1937年舉行制憲國民大會，於是在1936年同年，於全國舉行制憲國民大會代表選舉，大部分地區的制憲代表由民眾選舉產生，但由於當時東北業已淪陷，國民政府在淪陷區採取特種選舉。除了民眾選舉外，政府也主動聘請了若干不願參加競選的社會名流，並定正在訓政的中國國民黨中央委員會委員為制憲國大當然代表不必參加民眾選舉。
隨後抗日戰爭爆發，制憲工作暫停，選出之代表並沒有實際進行任務。制憲國民大會的召開延後至1946年方召開，不過十年前選舉出來的代表資格仍舊有效。由於1936年中國共產黨尚在第一次國共內戰狀態，故中國共產黨占領的地區未能進行地區代表選舉，中國共產黨也沒有地區代表，1946年只擁有政黨代表名額。所以1945年至1946年國共談判時，中國共產黨為增加自己的名額，要求廢除舊代表資格重新舉行選舉，但未能如願。另抗戰勝利後東北省份調整，代表名額亦有所變動，而台灣省則是增選代表以參與制憲國民大會。
其中同名有李天民，四川及青海各有一名代表。

## 區域代表名單
包括直接选举当选名单及遞補、遴選
| 省市名   | 公布時間         | 名單 |
| -------- | ---------------- | --- |
| 江蘇省   | 民國35年4月20日  | 陳梨邨、曹明焕、盧兆祺、孫江左、吳聞天、馬元放、張道行、祝兆奎、李惕平、朱敬之、鈕長耀、吳紹澍、陸麟勛、陸容庵、王艮仲、何尚時、陳冠英、劉芷薰、陳石泉、黃淼、凌紹祖、周紹成、周厚鈞、夏勤、孫雲霞、滕杰、李壽雍、翟錫琛、相菊潭、顧希平、何崇善、張冠球、周曙山、夏鼎文、汪寶暄、逯振琇、馮子固、葛英華、王展如、王子蘭、劉季洪、張淵揚、丁宣孝、陳頌平 |
| 浙江省   | 民國35年4月20日  | 蔣堅忍、劉湘女、阮毅成、項定榮（未報到）、吳祥麟、陳文、李士珍、牟震東、金璇、徐浩、朱仲華、竺鳴濤、羅霞天、張劍鳴、蔣元煦、金文訢、方祖澤、余紹宋、朱雲光、徐志餘、方青儒、陳希豪、趙龍文、葉蘊輝、姚琮、林品石、周大烈、周聘三、徐桴、陳正修、趙志垚、温麟、傅肇仁 |
| 安徽省   | 民國35年4月20日  | 張國喬、王甸平、楊慧存、汪忠一、徐警予、李振亞、朱子帆、王同榮、楊亮功、魏壽永、王鑄人、李應生、張忠道、宋振榘、陳紫楓、徐中嶽、費鐸聲、李芝巖、常宗會、王世鍾、陸福廷、葛崑山、張一寒、丁象謙、吳風清、陳麗生、孫岱亭、崔松谷、徐佩齋、王達（不願應選）、查笑山（遞補王達，民國35年11月2日）、黎亞豪、陳言、曹霆聲、黃夢飛、劉紫垣（民國35年11月2日） |
| 江西省   | 民國35年4月20日  | 熊濱、熊遂、李中襄、胡靖安、王夢古、柳藩國、酆景福、彭醇士、王青華、萧純錦、胡覺、劉宗鐸、李德釗、陳翊忠、赖偉英、郭禮伯、張雪中、洪軌、周雍能、李中安、桂永清、王澤民、俞百慶、黃光斗、周兆麟、郭威白、王又庸、陳時昌 |
| 福建省   | 民國35年4月20日  | 石磊、梁訓勤、鄭愾辰、劉通、李黎洲、許顯時、洪鍾元、郭公木、朱炳、陳侃、陳聯芬、鄭仲武、秦望山、陳達元、林學淵、楊逢年、赖文清、詹調元、戴仲玉、張福濱、康紹周、李鈺（民國35年11月9日） |
| 湖南省   | 民國35年4月20日  | 鄧介松、孫慕迦、曾省齋、宋英仲、陳介石、黃家聲、梁棟、何玫、彭運斌、彭國棟、蔣伏生、歐冠、蔣小凡（因案注銷名籍）、羅霆（遞補蔣小凡，民國35年11月2日）、唐彥、劉策成、蕭贊育、蔣崑、謝祖堯（死亡）、戴國璋（遞補謝祖堯,民國35年11月11日）、蔣孝榮、賀醒漢、毛飛、楊幼炯、萬國鈞、蕭雋、賀楚强、許孝炎、謝基夏、舒澤、陳渠珍（未報到）、向玉楷、石宏規、向乃祺、向郁階、胡子霖、伍家宥、陳國鈞、黃右昌、黃士衡、鍾伯毅、劉子亞、曹瀛、陳鹏、李汶、石啟貴（民國35年10月25日） |
| 湖北省   | 民國35年4月20日  | 詹學海、鄧翔海、汪世鎏、黃紹美、陳化平、喻毓西（未報到）、陳時、張瀰川、喻育之、干國勳、鄧英、孔庚、鮑殿丞、王紹祐、劉鳴皋、沈肇年、王鏡清、丁錚域、蔣作匀、戴經塵、王介菴、張承槱、陶堯階、吕登瀛、張家鼎、黃家駒、曾慶錫、邱建元、穆子斌、陳雪濤、樊樹芬、鮮于明極、黃能元、范騰霄、鄧玉麟、張文和、段炳麟、郭子清、段錫三、孟憲章 |
| 四川省   | 民國35年4月20日  | 李為綸、梅恕曾、李仲陽、余中英、任覺五、朱叔癡、周遂初、陳銘德、温筱泉（因病請辭）、劉賡唐（遞補温筱泉，民國35年12月11日），龍靈、沈鏞、李宇杭、馮均逸、吳階平、張澜（未報到）、蕭德明（死亡），侯宗魯（遞補蕭德明，民國35年11月2日）、陳濟光、劉相堯、吕超、劉紹斌、胡鐵華、唐宗堯、王魯可、石體元、曹經沅（死亡）、鄧虎章（遞補曹經沅，民國35年11月2日）、蕭毅安、姚勤如、魏廷鶴、牟允文、段班級、袁煥仙、王陵基、陳潛溪、曹葆章、傅常（死亡）、盧廷棟（遞補傅常，民國35年11月2日）、康澤（未報到）、向傳義、劉光烈（未報到）、余詡、王勃山、王兆榮、阿旺巴登（民國35年10月25日，未報到） |
| 西康省   | 民國35年4月20日  | 姚仲良、楊仲華、程仲梁、周馥昌、余松琳、李思純、杜履謙、劉家駒、萬騰蛟、麻傾翁（民國35年10月25日）、曲木倡民（民國35年10月25日）、楊敏生（民國35年10月25日）、傅梅（民國35年10月25日）、馬玉泉 |
| 貴州省   | 民國35年4月20日  | 陳虎生、謝鍾元、牟廷芳（未報到）、黃國楨、竇居仁、王亞明、孫伯陶、張致祥、江仲瑞、廖興序、劉祖純、曹愷之、周達時、蕭樹經、周仲良、周恭壽、朱煥章（民國35年10月25日）、楊砥中（民國35年10月25日） |
| 雲南省   | 民國35年4月20日  | 陳廷璧、段克昌、孫東明、李鴻謨、盧漢、陸亞夫、江映樞（未報到）、張仁懷、旃勉、陳玉科、李慎修、周啓賢、楊如軒、董廣布、李郁高、周鍾嶽、習自强、張友仁、庾恩錫（未報到）、段顯文、胡瑛、趙澍（民國35年11月9日）、方克勝（因事不能出席）、龍雲（遴選補充方克勝，民國35年11月20日）、祿國藩（民國35年10月25日）、張冲（民國35年10月25日） |
| 廣東省   | 民國35年4月20日  | 王志遠、胡毅生、周演明（因案注銷名籍）、伍智梅（遞補周演明、民國35年11月11日）、黃文山、高信、官其欽、何克夫、張昭芹、何春帆、李煦寰、黃强、羅偉疆、鍾震華、謝瀛洲、徐維揚、徐傅霖、謝靜生、陳宗周、馬耐園、方少雲、陳紹賢、余佶閑、冼家銳、黃範一、葉肇、何適、麥星甫、陳衡、陸匡文、賴武、陸嗣曾、張瑞貴、巫劍雄、鄧定遠、鄭介民、文朝籍、王俊、蔡勁軍（未報到）、曾三省、翁桂清、吉章簡、詹朝陽、李大超、李潔之 |
| 廣西省   | 民國35年4月20日  | 黃崑山、吳日昇、唐文佐、陽叔葆、鄭承典、李健文、盧燾、楊慶祥、周建、李振英、陸光球、韋紹禄、羅紹徽、尹承綱、鄭湘疇、王贊斌、李文雄、謝宗鏗、曾其新、林虎、李一塵、趙乾興（民國35年10月25日） |
| 山東省   | 民國35年10月25日 | 趙長敏（未報到）、王學義、任居建、魯崇義（未報到）、甄勣成、殷君采、孟傳楹、劉心沃、張静愚、杜光塤、韓方正、王壽如、張省三、宋東岱、趙明遠、延國符、張匯文（未報到）、程士珩、劉振東、崔唯吾、葛覃、李潤紳、冷剛鋒、蔡自聲、趙仁泉、閻實甫、張竹溪、王仲裕、趙季勛、王立哉、陳耀漢、朱永寶、薛傳泗、于漢青、李文齋、張里元、王近信、王信符、于復先（35年11月15日）、史亦江（35年11月15日）、崔萬秋（35年11月15日）、張適園（35年11月15日）、崔志德（35年11月26日）、裴鳴宇（35年12月23日）                                                                                                  |
| 山西省   | 民國35年4月20日  | 武和軒、武振綱、賈桂林、趙連登、喬鵬書、楊静芳、靳瑞萱（不愿應選）、張施武（遞補靳瑞萱）、李德和、王懷明、賈景德、李鴻文、張彝鼎、温壽泉、鄧鴻業、胡伯岳、薛士選、孫廷俊、左恆祥、南桂馨、王熙垚、趙丕廉（民國35年11月9日）、張之傑 |
| 河南省   | 民國35年4月20日  | 段劍岷、牛敬亭（未報到）、朱棠、鄭震宇、郭安宇、齊真如、王力仁、胡長怡、侯鏡如（未報到）、秦寶珩、杜俊、王幼僑、李名章、劉峯一、劉藝舟、趙振洲、郭仲隗、張善與、孫多蘭（因病請辭）、郝培芸（遞補孫多蘭，民國35年12月6日）、蕭洒、郜子舉、梁冠英、李善棠、李正韜、劉莪青、高維昌、王汝泮、李佩青、時君謀、朱紀章、李國瑗、李雅仙、劉雅均、劉景健、張鴻烈、何佛情、石清、郭紹宗、王公度、劉錫五、張孔嘉、張華祖、王廣慶、周祐光 |
| 綏遠省   | 民國35年4月20日  | 潘秀仁、于存灝、閻肅、劉 漢、張淑良、梁元（不愿應選）、趙厲師（補充梁元，民國35年11月9日）、李聚五、祁志厚、王恩蔭、辛崇業 |
| 陝西省   | 民國35年4月20日  | 嚴莊、陳鼎甲、韓光琦、于芝秀、王客卿、蒲允升、呼延立人、温良儒、李墀（犯案注銷名籍）、王和亭（遞補李墀，民國35年11月2日）、李錫五、江伯玉、王丕緒、冉寅谷、霍育豐（未報到）、高崇高、楊迺儒、張藩、楊叔文、史仲魚、王捷三 |
| 甘肅省   | 民國35年4月20日  | 蔡呈祥、水梓、張維、李世軍、曹啓文、賀世昌、朱貫三、蔡景忱、王新令、駱力學、李景才、張履中、翟玉航、魯大昌（民國35年11月9日） |
| 寧夏省   | 民國35年4月20日  | 任忠傑、雷啓霖（民國35年11月2日）、于光和、馬柱、張錦、李鳳藻、張濟美、海濤、徐宗孺 |
| 青海省   | 民國35年4月20日  | 馬紹武、韓樹淼、李復泰、馬壽昌、李增蔭、任發琇、趙珮、詹世安、穆成功 |
| 河北省   | 民國35年11月1日  | 張蔭梧、崔子信（因公不能出席）、王述先（補充崔子信，民國35年12月16日）、鍾竟成、許惠東、吳延環、郭鴻羣、楊蔭昌、趙子懋、吳鑑、王泊生、齊璧亭、李培基、王南復、韓達、張之江、繩景信、張希之、王化民、卜青茂、何基鴻、范秉之、王冬珍、耿毅、姬知深、段永慶、李華棟、魏元光、邵鴻基、李荷、王宣、王耀漳、常理緒、甕墨山、吉佑民、王浩然（民國35年11月15日）、朱德武（民國35年11月15日）、段之桓（民國35年11月15日）、劉百鳴（民國35年11月15日）、張仲宣（民國35年11月26日）、汪崇屏（民國35年11月26日）、畢蔚生（民國35年11月26日）                                                            |
| 察哈爾省 | 民國35年11月1日  | 童冠賢、趙伯陶、席振鐸、郭堉愷、馬大英、喬廷琦、谷鳳翔 |
| 遼寧省   | 民國35年11月1日  | 王德溥、馬亮、馬愚忱、臧啓芳、劉廣瑛、王秉謙、崔淑言、姚彭齡、錢公來、石堅、羅大愚、鈕先箴、張葆恩、何濟剛（民國35年11月15日）、郭任生（民國35年11月26日）、郭大鳴（民國35年11月26日） |
| 安東省   | 民國35年11月1日  | 單成儀、劉不同、李光忱、關大成、包一民、王文濤、呂思愆（民國35年11月26日） |
| 遼北省   | 民國35年11月1日  | 劉國增、張振鷺、金崇偉、許俊哲、盧廣績（民國35年11月26日） |
| 吉林省   | 民國35年11月1日  | 栗直、李錫恩、李薌衡、張潛華、崔垂言、張麟生（因故不克出席）、岳希文（補充張麟生，民國35年11月11日）、李文圃、藍文徵（民國35年11月11日）、袁樹芳、趙廣元（民國35年11月26日） |
| 松江省   | 民國35年11月1日  | 王家楨、董其政、莫德惠、王寒生、李芳春、黃節文、信致文 |
| 合江省   | 民國35年11月1日  | 許文清、張明倫 |
| 黑龍江省 | 民國35年11月1日  | 王漢倬、杜希陵、斌 |
| 嫩江省   | 民國35年11月1日  | 王宇章、楊致煥、董彥平、韓春暄、趙德厚（民國35年11月26日） |
| 興安省   | 民國35年11月1日  | 卓仁托布、王孝華 |
| 熱河省   | 民國35年11月1日  | 王致雲、成蓬一、李培國、王維新、張瑞生、王澍霖、趙炳琪、盧鳳閣 |
| 新疆省   | 民國35年11月9日  | 阿哈買提江、艾沙、阿不都克立木阿巴索夫、趙劍鋒、烏邁爾、哈德萬、張鳳九、馬旦别克、馬國義、穆精阿、努爾賽發（因事不克出席）、阿尼瓦爾（補充努爾賽發，民國35年11月28日）、哈美提 |
| 臺灣省   | 民國35年11月9日  | 郭耀廷（唯一光復前選出，僑居日治台灣的僑選代表）、颜欽賢（台北縣，候補李友邦）、黃國書（新竹縣）、林連宗（台中縣，候補謝東閔）、李萬居（台南縣，候補韓石泉）、林壁輝（高雄縣，候補洪約白）、張七郎（花蓮縣，候補梁阿標）、鄭品聰（台東縣，候補陳振宗）、高恭（澎湖縣，候補鄭暻文）、連震東（台北市，候補廖文毅）、謝娥（婦女，候補許世賢）、南志信（高山族，候補華清吉） |
| 南京市   | 民國35年4月20日  | 王人麟、王昉、劉百閔、杜心如 |
| 上海市   | 民國35年4月20日  | 杜月笙、錢新之、童行白、姜懷素、陶百川、宋子良（未報到）、朱鳳蔚、章淵若 |
| 天津市   | 民國35年10月25日 | 甘舍棠、王任遠、李墨元、時子周、温士源 |
| 北平市   | 民國35年11月1日  | 孫繩武、張懷、齊思和（因病請辭）、郗殿甲（遞補齊思和，民國35年12月7日）、董洗凡、蕭一山、梁令嫻（民國35年11月26日公布，因病請辭）、戢翼翹（遞補梁令嫻，民國35年12月7日） |
| 青島市   | 民國35年4月20日  | 李先良、楊振聲（民國35年11月9日） |
| 西安市   | 民國35年4月20日  | 王普涵、李芝亭 |
| 重慶市   | 民國35年11月9日  | 劉潔泉、唐華、赖健君 |
| 哈爾濱市 | 民國35年11月1日  | 何正卓、韓静遠 |
| 大連市   | 民國35年11月1日  | 汪漁洋、王洽民 |

## 職業團體代表

### 各省市職業團體代表（355人）
| 省市名   | 人數 | 公布日期        | 名單 |
| -------- | ---- | --------------- | --- |
| 江蘇省   | 21人 | 民國35年4月20日 | 王振先、周傑人、唐啓宇、邱有珍、倪弼、于錫來、曾濟寬、徐赤子、孫翔風、李鴻儒、王潞、潘炳卿、張濟傳、吳效乾、嚴惠宇、李升伯、龐樹森、趙彝卿、丁趾祥、薛明劍、趙誾生                                                                 |
| 浙江省   | 15人 | 民國35年4月20日 | 貝再然、姜卿雲、駱美奐、金越光、葛武棨、吳望伋、李楚狂、張萬鰲、楊興勤、李一飛、李超英、陳勤士、王文翰、朱惠清、金潤泉 |
| 安徽省   | 15人 | 民國35年4月20日 | 王秀春、張辛南、李先英、夏賡英、朱以階、吳裕民、鄒希榮、經紹周、牛自貴、何鑑堂、崔亮工、周協恭、虞蔭生、孫元甫、潘慎五 |
| 江西省   | 18人 | 民國35年4月20日 | 王枕心、龔良（因病辭職）、余文華（遞補龔良，民國35年11月2日）、楊度普、王冠英、熊在渭、蘇邨圃、劉家樹、范致遠、甘家馨、段繼典、傅少胥、程孝剛、范爭波、余建丞、余守真、王明選、賀治寰、萬竹村                                      |
| 湖北省   | 18人 | 民國35年4月20日 | 彭鳳昭、張導民、蔡謙、吳盡心、陳疇、沈作鼎、張大權、周宗頤、陳紹平、郭衡、胡國亭、王維時、劉松山（因公在比，不克出席。民國35年11月9日）、張瑞蓂（補充劉松山，民國35年11月25日）、劉欽珊、蘇汰餘、葉向丞、龔亦遂、賀衡夫            |
| 湖南省   | 21人 | 民國35年4月20日 | 王政詩、易蒲生、王伯徵（病故）、尹斯安（遞補王伯徵，民國35年11月2日）、殷德洋、蕭驤、繆崑山、張漑、劉嶽厚、胡蔭槐、李軌、張劍白、甘子憲、劉志平、陳詠絃、張開璉、羅心冰、劉臥南、葛啓瑩、余承伯、粟顯揚、伍蔚湘（民國35年11月2日） |
| 四川省   | 21人 | 民國35年4月20日 | 尹靜夫、李琢仁、陳紫輿、李厚如、楊公達、陶綬萱、黃仲翔、盛紹章、魏軍藩、許行成、冷曝冬、駱德榮、胡叔潛、袁守性、溫少鶴、潘昌猷、周蔭棠、吳晉航、何兆青、林樹恩、董鴻詩（因病辭職）、楊天一（遞補董鴻詩，民國35年11月2日）          |
| 西康省   | 6人  | 民國35年4月20日 | 李鐵夫、韓百城、邵石癡、陳士林、李萬華、陳耀倫 |
| 福建省   | 9人  | 民國35年4月20日 | 丁得義、應錫華、陳調農、陳彤洲、黃和德、陳永和、胡兆祥、嚴焰、蔡鼎常 |
| 貴州省   | 7人  | 民國35年4月20日 | 俞嘉庸、牟希禹、韓德勤、何輯五、馬空群、劉孔亮、文仿溪 |
| 雲南省   | 8人  | 民國35年4月20日 | 楊文清、裴存藩、張祿、李培天、楊蔭南、王吉甫、劉振綱、潘汝礪 |
| 廣東省   | 21人 | 民國35年4月20日 | 黃藝博、廖崇真、陳同昶、黃航普、錢耀、劉蕙纕、伍根華、蘇浴塵、張香圃、何輯屏、林德中、陳煥章、麥霞甫、林紹棠、陳若勤、李德軒、陳特向、潘志存、郭劍英、何佐治、楊虎                                                                 |
| 廣西省   | 7人  | 民國35年4月20日 | 蔣培英、黃立生、余乃經、覃連芳、梁吾美、于瑞雲、黎連城 |
| 山東省   | 20人 | 民國35年4月20日 | 聞承烈、靳鶴聲、李子虔、林鳴九、胡庭樑、孫義昌、顧熾、李振和、梁錫三、傅正舜、胡鏡心、梁醒黃、張瑞璜、孫拙民、劉熙眾、萬惠侯、高鶴巢、王璘生、朱星甫、廖慕劉                                                                       |
| 山西省   | 8人  | 民國35年4月20日 | 劉懷瑨、連天祥、趙煊、徐宏玉、左正榮、李保合、梁上棟、曲容靜 |
| 河南省   | 21人 | 民國35年4月20日 | 趙子雲、楊一峰、平家楨、王隱三、寧實、周南、重育民、徐志中、張森林、陳繼先、崔承勳、許承謨、黃醒洲、燕化棠、王叔惠、劉知愷、張其彭、林翊春、白光仁、杜秀升、劉友琛                                                                 |
| 綏遠省   | 3人  | 民國35年4月20日 | 李正樂、劉效賢、孫梅塢 |
| 陝西省   | 11人 | 民國35年4月20日 | 汶潔甫、張丹柏、由少蘊、蘇資深、楊志儉、蕭履恭、王秉誠、謝幼石、郭紫峻、田毅安、劉藹如 |
| 甘肅省   | 5人  | 民國35年4月20日 | 凌子惟、楊廷楨、陸錫光、魯效智、顧祖德 |
| 寧夏省   | 3人  | 民國35年4月20日 | 王含章、陳克中、喬森榮 |
| 青海省   | 3人  | 民國35年4月20日 | 郭學禮、李天民 (青海)、吳可端 |
| 河北省   | 16人 | 民國35年4月20日 | 楊耀章、薛培元、李東園、冷少泉、曲直生、羅致坡（民國35年11月26日）、安輔廷、張樹聲、常介甫、張子揚、郭中興、安鍾蔭、王瑞基、于永滋、杜俊東、劉靜遠（民國35年11月15日）                                                             |
| 察哈爾省 | 3人  | 民國35年4月20日 | 王勉之、艾宣栽、張志廣 |
| 遼寧省   | 6人  | 民國35年4月20日 | 楊大光、康兆庚、李繼武、寧恩承、張輯顏 |
| 安東省   | 3人  | 民國35年4月20日 | 王傑夫、侯北人（民國35年11月26日）、趙誠如（民國35年11月26日） |
| 遼北省   | 3人  | 民國35年4月20日 | 張維貞、侯天民、趙純孝 |
| 吉林省   | 3人  | 民國35年4月20日 | 徐鴻馭、傅貴雲、霍戰一 |
| 松江省   | 1人  | 民國35年4月20日 | 張選三 |
| 合江省   | 2人  | 民國35年4月20日 | 畢天民、龔貴霖 |
| 黑龍江省 | 2人  | 民國35年4月20日 | 紀清漪、孫信 |
| 嫩江省   | 2人  | 民國35年4月20日 | 果端華、張翠蘭 |
| 興安省   | 2人  | 民國35年4月20日 | 王濟舟、伍如恭格 |
| 熱河省   | 2人  | 民國35年4月20日 | 楊宗培、何梅志 |
| 新疆省   | 6人  | 民國35年11月9日 | 孜牙、愛美娜、麥煥新、馬克蘇提阿洪、凱力木哈吉、阿布拉哈特馬合蘇木 |
| 臺灣省   | 6人  | 民國35年4月20日 | 洪火煉（農會，候補殷占魁）、劉明朝（漁會，候補葉松濤）、吳國信（工會，候補陳天順）、簡文發（鐵路工會，候補謝進德）、陳啟清（商會，候補林熊徵）、紀秋水（航業，候補張祥傳）                                                         |
| 南京市   | 6人  | 民國35年4月20日 | 許幹芳、江政卿、金嘉斐、郭紹裘、冷新黎、王宜聲 |
| 上海市   | 12人 | 民國35年4月20日 | 唐承宗、陸京士、朱學範、周學湘、王寄一、王曉籟、金潤庠、駱清華、陳楚湘、萬墨林、侯雋人、唐天恩 |
| 天津市   | 6人  | 民國35年4月20日 | 朱佑衡、范寶璜、傅秀山、趙靜民、李聘之、蔣孟樸 |
| 北平市   | 4人  | 民國35年4月20日 | 周行、崔玉山、馮少青、孫錫三 |
| 青島市   | 3人  | 民國35年4月20日 | 陳忠元、宋雨亭、李代芳 |
| 西安市   | 3人  | 民國35年4月20日 | 張廷鏞、張玉山、李仲三 |
| 重慶市   | 3人  | 民國35年11月9日 | 歐陽致欽、張冕、劉野樵 |
| 哈爾濱市 | 2人  | 民國35年4月20日 | 王守光（在匪區無法赴京出席大會，35年11月11日註銷）、孔煥書（在匪區無法赴京出席大會，35年11月11日註銷）、宋鳳恩（遴補）、于汝洲（遴補）                                                                                             |
| 大連市   | 2人  | 民國35年4月20日 | 邵慎亭（被匪劫持不能救出赴京出席大會，35年11月16日註銷）、張寶慈（遴補邵慎亭）、倪桂馥 |

### 自由職業團體（58人）
| 類別         | 人數 | 公布日期         | 名單 |
| ------------ | ---- | ---------------- | --- |
| 律師團體     | 10人 | 民國35年4月20日  | 秦聯奎、江一平、陳霆銳、米文曉、丘昭文、劉陸民、馬續常、戴天球、鄭瑞璋、丁仁                                                           |
| 會計師團體   | 5人  | 民國35年4月20日  | 奚玉書、何元明、江萬平、雍家源、卓定謀                                                                                                 |
| 醫藥師團體   | 8人  | 民國35年4月20日  | 丁仲英、王金石、尹志伊、楊和慶（未報到）、施今墨、胡定安、劉仲邁、汪企張                                                               |
| 新聞記者團體 | 11人 | 民國35年4月20日  | 邱直青、胡健中、陳康和、朱苴英、包明叔、何冰如、李江秋、陳亦修、蔡貞人、張樂古（未報到）、唐奇                                         |
| 教育團體     | 18人 | 民國35年4月20日  | 曹芻、葉溯中、葛為棻、楊展雲、黃造雄、陳白、周斐成、蔣建白、周厚樞、王子玕、王義周、鄭通和、朱經農、陳錫芳、胡適、梁賢達、章益、阮志道 |
| 工程師團體   | 6人  | 民國35年10月25日 | 凌鴻勛、顧毓琇、黃伯樵、吳蕴初、鄧負盦、胡庶華（改為遴選，民國35年11月16日）、徐恩曾（遞補胡庶華）                                     |

## 特種選舉代表

### 在外僑民
沈靈修、孫海籌、李介平、張培梓、陳新龍、鄭華秋、林伯雅、黃芸蘇、
黃伯耀、吕渭生、施逸生、黃寄生、黃淵偉（未報到）、郭新、何如羣、林慶年、王謨仁、秦嗚芳、曹汝匡、黃志大、林澤臣、香玉堂、劉侯武、周日東、陳景川、馮爾和、廖公圃、陳介生、張國棟、周慎九、黃襄望、王健海、何金泉、温菊朋、吳慎機、王尚志、李南生、郭泉、屈仁則、梁金山、劉如心、鄧鑑堂

### 蒙藏

#### 蒙古各盟旗
民國35年10月25日公布（中國蒙古族代表）
吳雲鵬、雄諾、奇全禧、索南扎希、蘇呼得力、杭嘉驤、陳愛爾德呢巴圖、賈鴻珠、經天禄、拉德那伯德、喬嘉甫（民國35年11月16日遴選補充因病辭職的吕樂甫）、烏静彬、李永新、白瑞、劉踪萍、巴文峻、白雲梯、卜文林、榮照、白鳳兆、陳效藩、李春霖、多爾吉、金志超、達瓦

#### 西藏
民國35年10月25日公布
圖丹桑批、索朗汪堆、土丹桑布、策汪頓珠、土丹參烈、土丹策丹、圖登生格、絳巴阿汪、益喜達結、多古歐珠、計晋美、拉敏益西楚臣、蔡仁團柱、宋之樞、何巴敦、滇增堅贊、黃正清、羅友仁

### 婦女
民國35年10月8日公布，20名
陶寄天、錢劍秋、蔡金瑛、費俠、王立文、傅伯羣、胡蘭、包德明、任培道、張岫嵐、皮以書、沈滋蘭、李志清、趙淑嘉、王孝英、張邦珍、陽永芳、莊靜、郭昌鶴、江學珠

### 軍隊
原當選三十名：毛秉文、阮肇昌、周至柔、陳季良、黃光銳、萬耀煌、曹浩森、熊斌、萬福麟、王纘緒、馮欽哉、馬鴻賓、鄧錫侯、潘文華、湯恩伯、張自忠（陣亡）、羅卓英、上官雲相、吳奇偉、楊森、賀國光、吳思豫、劉詠堯、霍揆彰、李默庵、袁守謙、宋希濂、劉文輝、徐庭瑤、關麟徵、何競武（補張自忠）
民國29年6月鈞座指定之代表十名：孫震、夏威、孫桐萱、馮治安、劉和鼎、馬步芳、楊愛源、鄧寶珊、高雙成
唐式遵（補高雙成）
遞補：陳良（補）、俞濟時（補）、林柏森（補）、周兆棠（補）、蕭之楚（補）、鄧龍光（補）、韓漢英（補）、冷欣（補）、黃杰（補）
馮治安、余漢謀、薛岳、夏威、孫蔚如、胡宗南、蕭毅肅、鄧寶珊、俞濟時、劉和鼎、彭位仁、顧祝同
蕭毅肅、余漢謀、孫蔚如、劉和鼎、彭位仁、林蔚、郭懺、葛敬恩、楊愛源、朱綬光（補楊愛源）、王叔銘（補潘文華）
王叔銘（遴選補充潘文華，民國35年11月14日）、朱綬光（遴選補充楊愛源，民國35年12月7日）

## 直接遴選代表

### 中國國民黨（民國35年11月2日公布）
蔣中正、梁寒操、陳誠、孫科、張道藩、陳立夫、白崇禧、蔣宋美齡、于右任、何應欽（未及返國出席）、谷正綱、吳敬恒、陳逸雲、張繼、吳鐵城、劉健群、鄒魯、麥斯武德、張治中（未報到）、伍智梅（遞補為廣東區域代表）、戴傳賢、陳果夫、宋慶齡（未報到）、居正、賀衷寒、王寵惠、王雋英、潘公展、朱家驊、劉文島、張厲生、賴璉、黃宇人、蕭同茲、余井塘、劉蘅靜、甘乃光、方治、邵力子、程天放（未及返國出席）、李宗黃、呂雲章、段錫朋、王正廷、陳布雷、傅作義、洪蘭友、張強、傅巖、方覺慧、任卓宣、蕭錚、谷正鼎、沈慧蓮、黃季陸、范予遂、苗培成、鄧飛黃、鄧文儀、李敬齋、田崑山、宋子文、林翼中、彭昭賢、柳克述、鄒志奮、黃少谷、蕭吉珊、孔祥熙、鹿鍾麟、張九如、王啓江、李惟果、魯蕩平、張維楨、鍾天心、呂曉道、胡秋原、周伯敏、邵華、堯樂博士、張知本、葉秀峯、薛篤弼、朱霽青、李宗仁、鄭彥棻、程潛、馬超俊、張羣、王秉鈞、姚大海、劉瑤章、洪陸東、傅汝霖、錢用和、白海風、張發奎、趙棣華、陳泮嶺、李文範、何成濬、余俊賢、鄧家彥、丁惟汾、劉斐、劉維熾、程中行、唐縱、龐鏡塘、馬星野、狄膺、崔震華、張默君、李濟深（未報到）、陳慶雲、程思遠、羅家倫、曾擴情、陳劍如、羅翼群、李嗣璁、倪文亞、王世杰、張鎮、趙允義、許紹棣、陳策、羅貢華、蔣鼎文（因公不能出席）、宋宜山、賀耀組、王泉笙、張清源、馮玉祥（未及返國出席）、吳國楨（辭職）、朱紹良、王星舟、李揚敬、雷震、吳開先、傅啓學、薛岳、吳尚鷹、齊世英、秦德純、林彬、袁雍、彭學沛、陳雪屏（未報到）、葉實之、何兆麟、張維翰、黃琪翔、高一涵、端木愷、陳克文、謝澄宇、胡一貫、劉積學、田炯錦、白瑜、莫萱元、李雄、袁世斌、史尚寬、蔣公亮、汪觀之、賀揚靈、段焯、冷黃穉荃、唐國楨、馮雲仙、羅　衡、蔣經國、李蒸、凃公遂、李曼瑰、上官業佑、王文俊、李俊龍、湯如炎、黃佩蘭、張藹真、余拯、林一民、賀麟、徐君佩、李天民 (四川)、季天行、黃珍吾、錢清廉、宋恪、劉公武、張宗良、何義均、余紀忠、臧元駿、劉盥訓、何遂、陳顧遠、王崑崙（因病不能出席）、樓桐孫、劉克儁、趙廼傳、鄧公玄、陳茹玄、羅鼎、王毓祥、胡宣明、盧仲琳、衛挺生、戴修駿、李仲公、彭養光（病故）、陳長蘅（遞補彭養光）、劉子清、趙可夫、艾時、樓兆元、倪炯聲

依次遞補人：

望德（遞補伍智梅，民國35年11月15日）、陳樹人（遞補吳國楨，民國35年11月15日）、胡文燦（遞補朱紹良，民國35年12月15日）、學忠（遞補何應欽，民國35年11月19日）、陳方（遞補程天放，民國35年11月19日）、高宗禹（遞補馮玉祥，民國35年11月19日）、宋述樵（遞補蔣鼎文，民國35年11月25日）、吳經熊（遞補王崑崙，民國35年11月14日）

### 中国共产党
空缺

### 中国民主同盟
空缺

### 中國民主社會黨
民國35年11月23日公布
李大明、李聖策、陳義生（未報到）、洪少植、黃伯英（因病不能出席）、陳袞（遴選補充黃伯英，民國35年12月20日）、譚沃初、盧毅安、楊浚明、黃伯誠（因事不能出席）、張遠清（遴選補充黃伯誠，民國35年12月19日）、鍾介民、伍藻池、張映南（因事不能出席）、楊永乾（遴選補充張映南，民國35年12月19日）、石志泉、羅静軒、王稚陔、毛立羽、宋孔徵、張君鼎、張烈邦、羅師佛、廖競存、岑有常、楊毓滋、蒯超、楊光揚、孫亞夫、朱鴻儒、金侯城、朱嵩壽、向構父、戴子良（因事不能出席）、周兆文（遴選補充戴子良，民國35年12月10日）、鄭天栻、李俊夫、程文熙、周樹聲、蔣匀田、譚家驊、劉中一、汪世銘（因事不能出席）、王西清（遴選補充汪世銘，民國35年12月9日）、張仲友

### 中國青年黨
民國35年11月15日公布
曾琦、左舜生、李璜（未報到）、陳啓天、余家菊、何魯之、常乃悳、楊永浚、劉泗英、鄭振文、周謙沖、林可璣、劉東巖、張子柱、謝澄平、張伯倫、林立、劉鵬九、夏爾康、喻孝權、王師曾、丁廷標、費明揚、陳一清、李不韙、劉天樞、吳天墀、程光復、胡阜賢、魏嗣鑾（因事不能出席）、楊伯安（遴選補充魏嗣鑾，35年11月20日）、宋益清、張希為、何仲愚、胡國偉、唐筱蓂、龔從民、閔達、姜蘊剛、丁俊生、鄒桂芳、劉永濟、陳翰珍、周蜀雲、楊怡士、潘再中、張懋霖、侯俊、朱瑞熙、廖海濤、謝秉鈞、李滿康、李暄榮、張化初、夏奠言、戴慶雲、顧葆常、范英莪、夏濤聲、施德全、譚護、曾曉峯、鄧凱南、高伯繩、馬懷沖、鄧佑權、蘇汝洤、趙青譽、宋樹人、熊恢、辛植柏、李毓華、劉雅聲、胡自翔、左幹臣、周寶三、段慎修、李實平、陳則遒、王韶生、劉尚一、朱任庵、劉子鵬、陳荇蓀、王嵐僧、蔣志靖、杜崇發、徐漢豪、馬聯芳、祝雨亭、黃石子、易維精、陳善新、陶元珍、文任武、俞康、廖性成、趙瑞麟、黃欣周、徐天從、鄭西屏

### 社會賢達
民國35年11月9日公布（七十名）
但懋辛、邵從恩（未報到）、胡霖、章士釗、仇鰲、周覽、成舍我、褚輔成、周炳琳（未報到）、張其昀、光昇、傅斯年、張難先、黃建中、許德珩（未報到）、程希孟、顧頡剛、陳博生、鄺炳舜（未報到）、陶玄、譚平山（因病不能出席）、司徒美堂（遴選補充譚平山，民國35年12月16日，未報到）、溫源寧、張肇元、趙巨旭、郭沫若（未報到）、繆嘉銘、李燭塵、吳貽芳、陳紀彝、蔣碧薇、岳寶琪、王世静（在美不克趕回出席）、高君珊（遴選補充王世静，民國35年11月25日）、劉純一（死亡）、江庸（遴選補充劉純一，民國35年12月8日）、蔡葵、熊芷、鄧珠娜姆、沈百先、盧毓駿、張含英、過祖源、錢昌祚、胡子昂、康心如、鄒樹文、陳孝威、陶桂林、劉霨凌、陳文淵、潘朝英、孔德成、茹欲立（因事不能出席）、陶希聖（遴選補充茹欲立，民國35年11月25日）、王世穎、鄭曼青、喜饒嘉錯、晏陽初、冷遹、達浦生、李薦廷、劉真如、李洽、彭革陳、馬乘風、鄭揆一、伍純武、尹述賢、王雲五、溥儒、羅家衡、蘇珽、胡庶華

## 相關文獻
- 「國民大會實錄」，南京：國民大會秘書處編，民國35年（1946年）

1. ↑  .   [2018-12-28]. （原始内容存档于2020-02-23）.
2. ↑  . 中央選舉委員會.   [2023-04-26]. （原始内容存档于2023-06-09） （中文（臺灣））.
3. ↑  黄雪垠. . 民族学刊. 2016  [2021-06-14]. （原始内容存档于2021-06-14）.